# Omphaletis heliosema
Omphaletis heliosema là một loài bướm đêm trong họ Noctuidae.